# St. Antonius (Rottenberg)

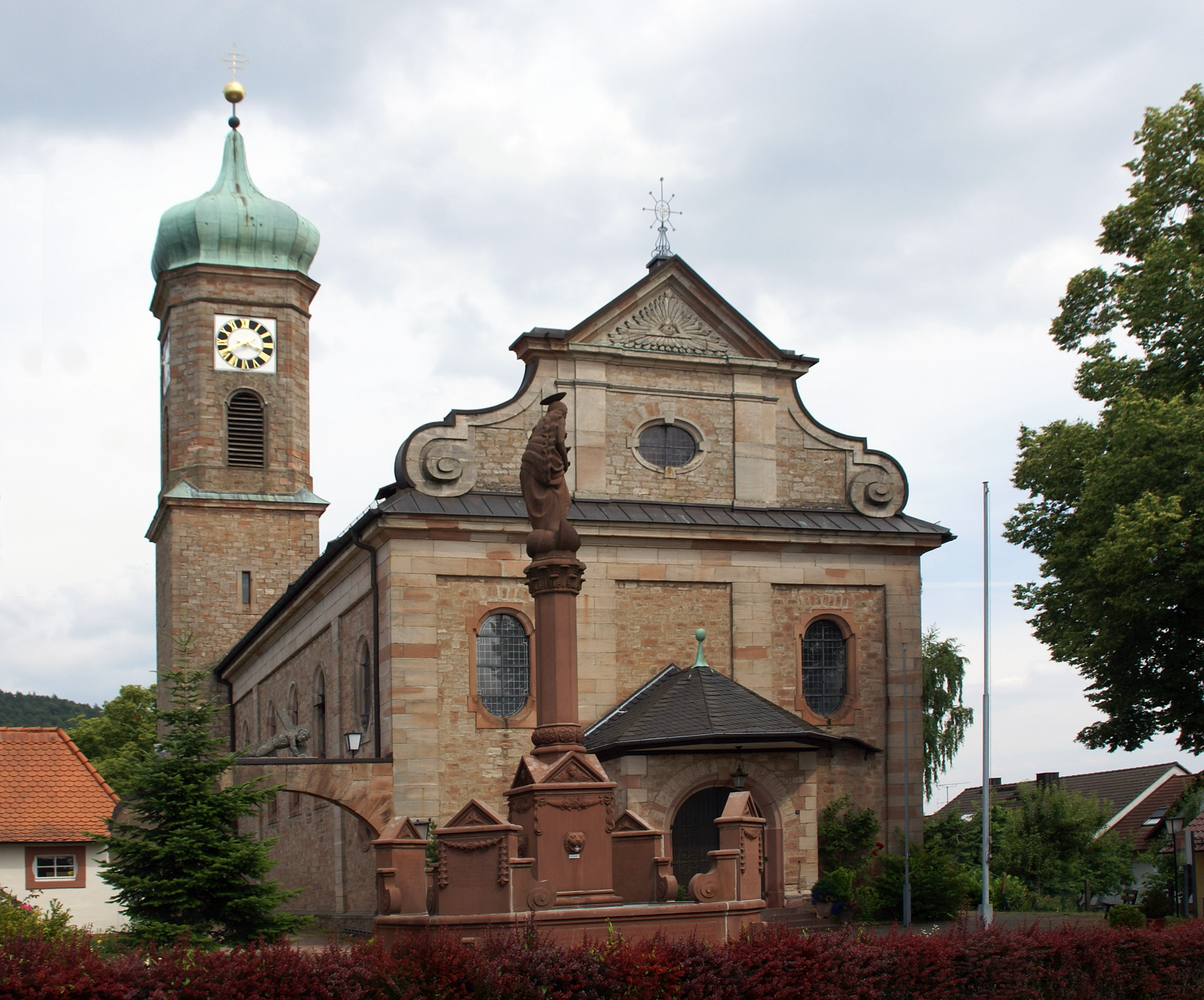
St. Antonius (Rottenberg)

Die römisch-katholische, denkmalgeschützte Pfarrkirche St. Antonius befindet sich in Rottenberg, einem Gemeindeteil des Marktes Hösbach im Landkreis Aschaffenburg (Unterfranken, Bayern). Das Bauwerk ist unter der Denkmalnummer D-6-71-130-33 als Baudenkmal in der Bayerischen Denkmalliste eingetragen. Die Pfarrei gehört zur Pfarreiengemeinschaft St. Vitus im Vorspessart (Rottenberg) im Dekanat Aschaffenburg-Ost des Bistums Würzburg. Kirchenpatron ist Antonius von Padua.

## Beschreibung
Die neubarocke Saalkirche wurde 1904 erbaut. Sie besteht aus einem Langhaus, einem eingezogenen, dreiseitig geschlossenen Chor im Osten, einem Chorflankenturm an dessen Nordwand und ihm gegenüber der Sakristei. Das oberste Geschoss des mit einer Zwiebelhaube bedeckten Chorflankenturms beherbergt die Turmuhr und den Glockenstuhl. Die mit einem Volutengiebel bedeckte Fassade im Westen ist durch Lisenen in drei Bereiche gegliedert, im mittleren befindet sich innerhalb eines Anbaus das Portal. Das Giebeldreieck der Fassade zeigt ein Relief des Auge der Vorsehung.

Der Hochaltar mit einer vergoldeten Figur des Apostels Petrus im Zentrum und zwei flankierenden Heiligen stammt aus der Zeit des Barock. Der südliche Seitenaltar mit einem Altarbild der Anbetung der Könige wurde um 1780, der nördliche, ein Marienaltar mit einer Darstellung der Maria Immaculata wurde um 1730 gebaut. Alle Altäre stammen aus St. Peter und Paul (Petersberg). Die Glasmalereien in den ovalen Fenstern stellen Propheten des Alten Testaments und die Apostel Petrus und Paulus dar.

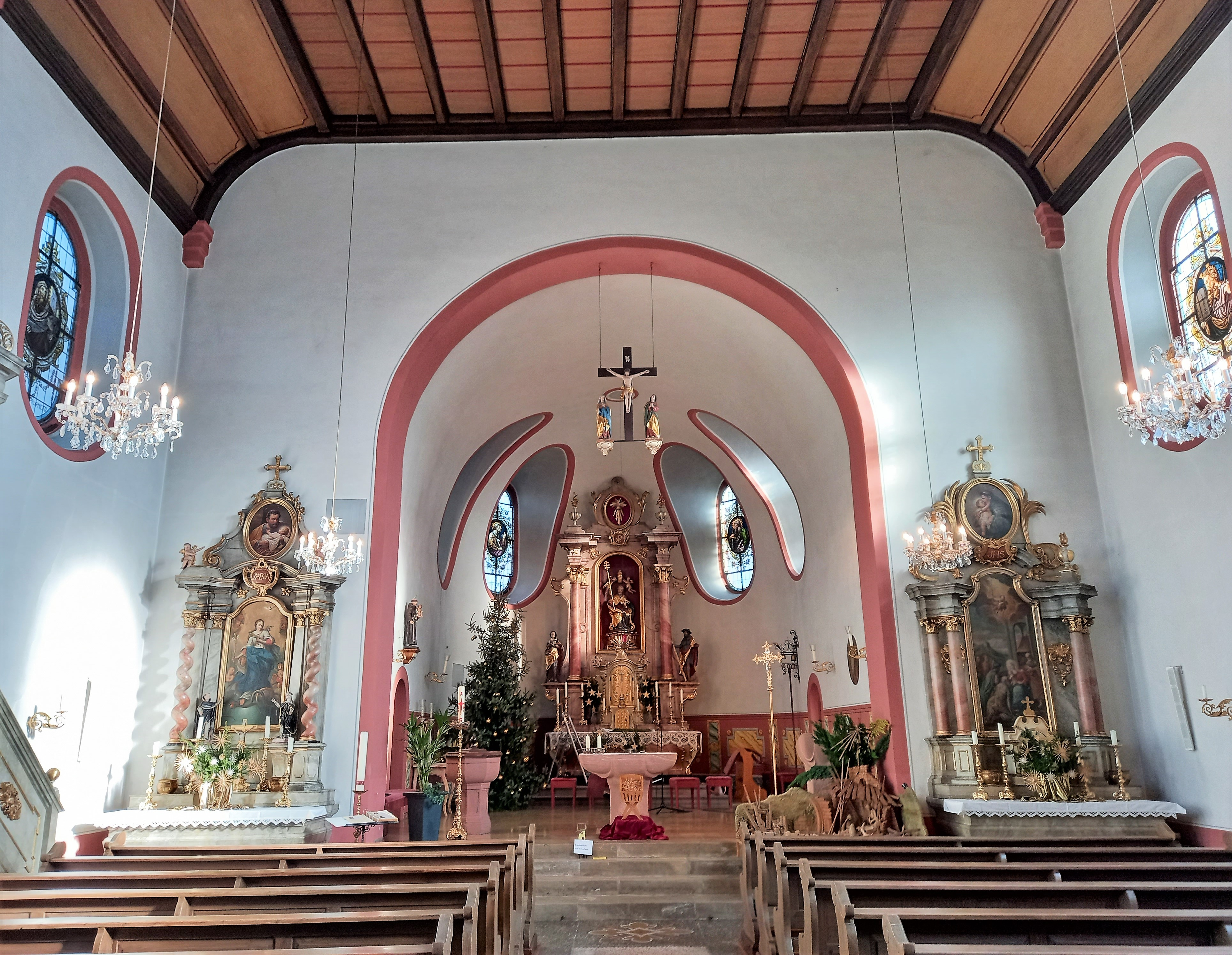
Innenraum
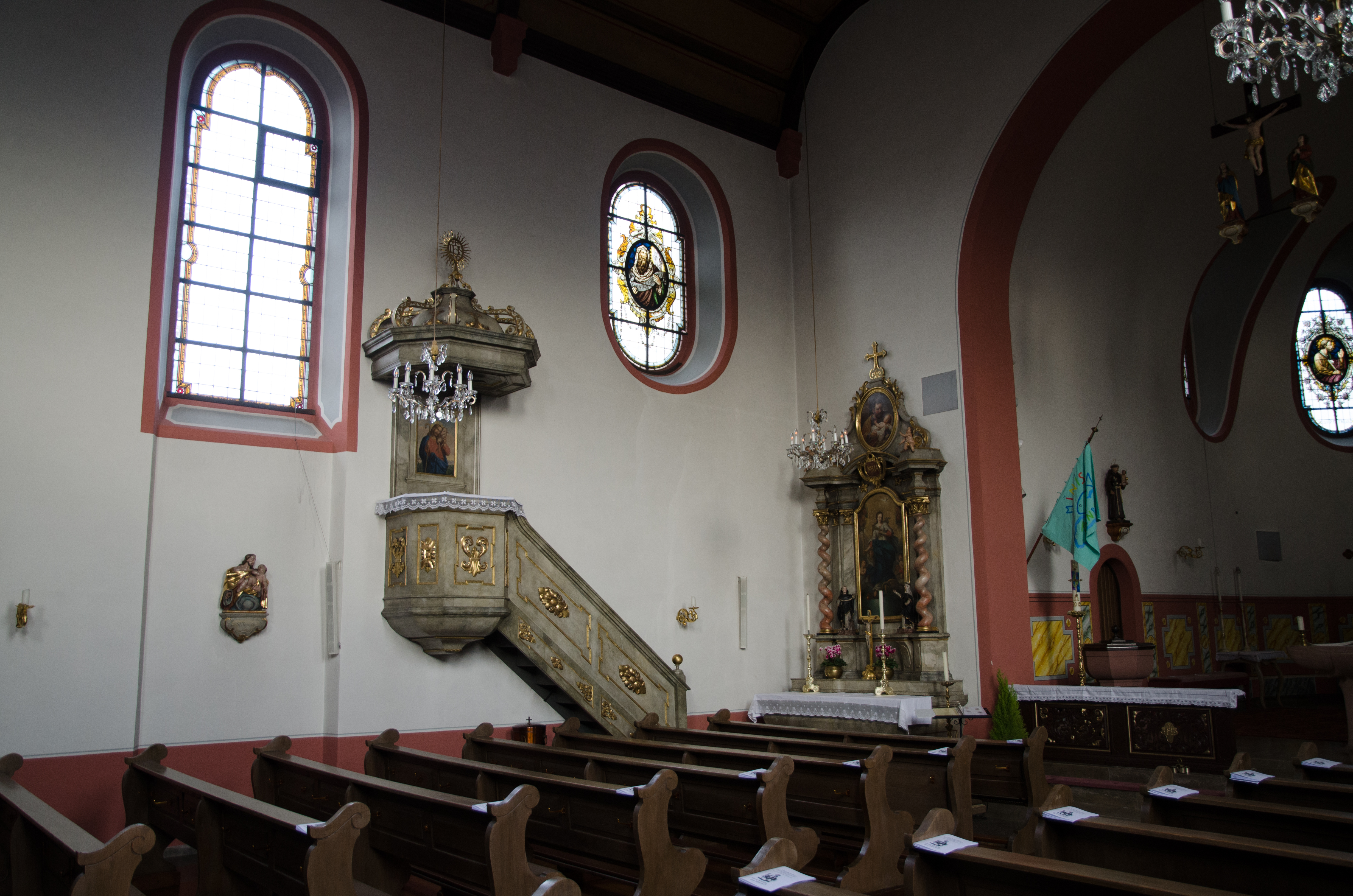
Kanzel
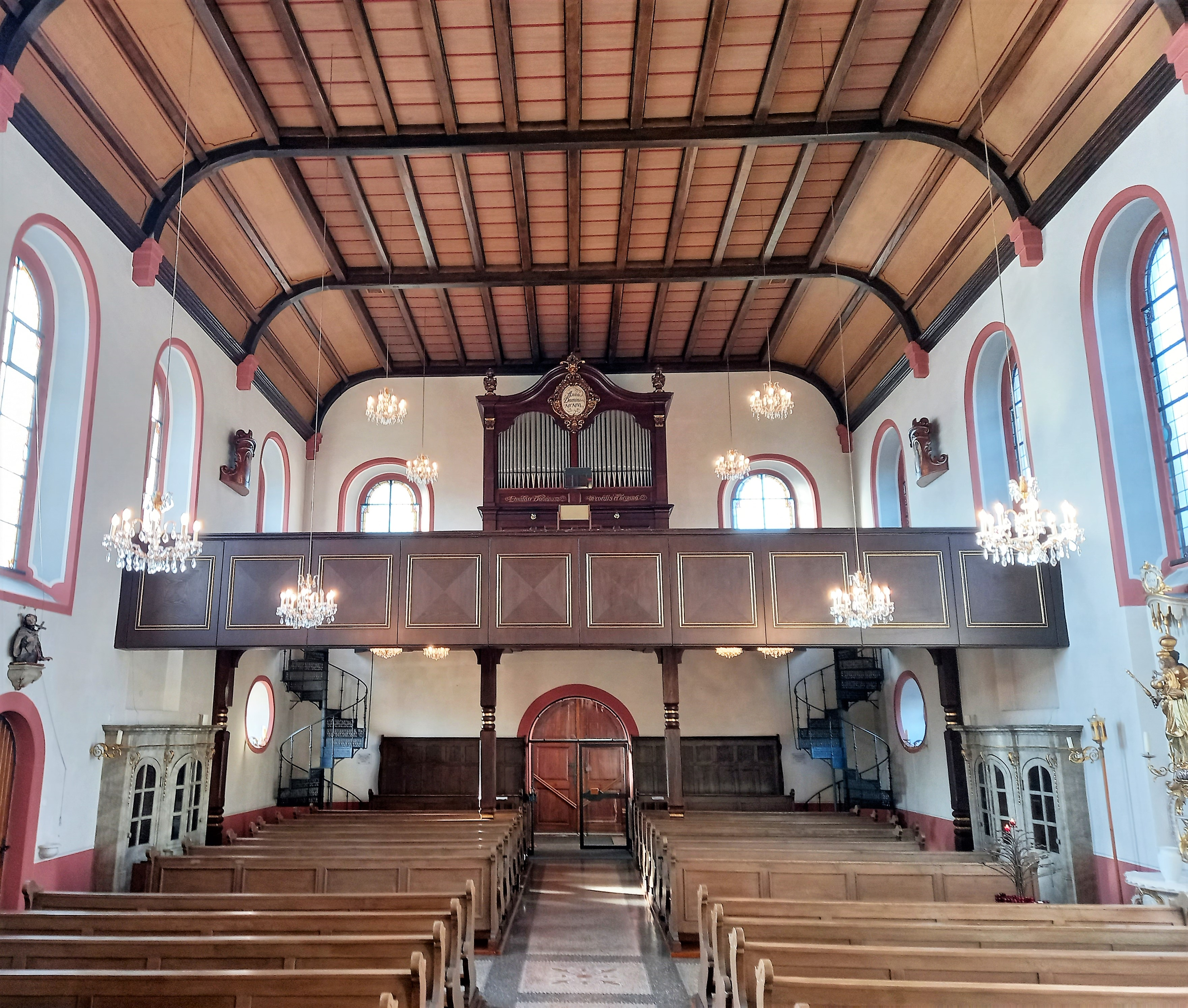
Rückseite

## Orgel
Die Orgel mit 14 Registern, zwei Manualen und einem Pedal wurde 1906 von Martin Joseph Schlimbach gebaut. Drei weitere Register im zweiten Manual kamen 1978/1979 durch Orgelbau Hoffmann (Ostheim/ Rhön) hinzu: Eine Fugara 4′, Flageolet 2′ und die Mixtur III. Bei der Restaurierung 1999 durch Orgelbau Weiß (Zellingen) wurde im ersten Manual eine Trompete 8′ ergänzt sowie die Fugara 4′ im zweiten Manual durch eine Vox Coelestis 8′ getauscht.

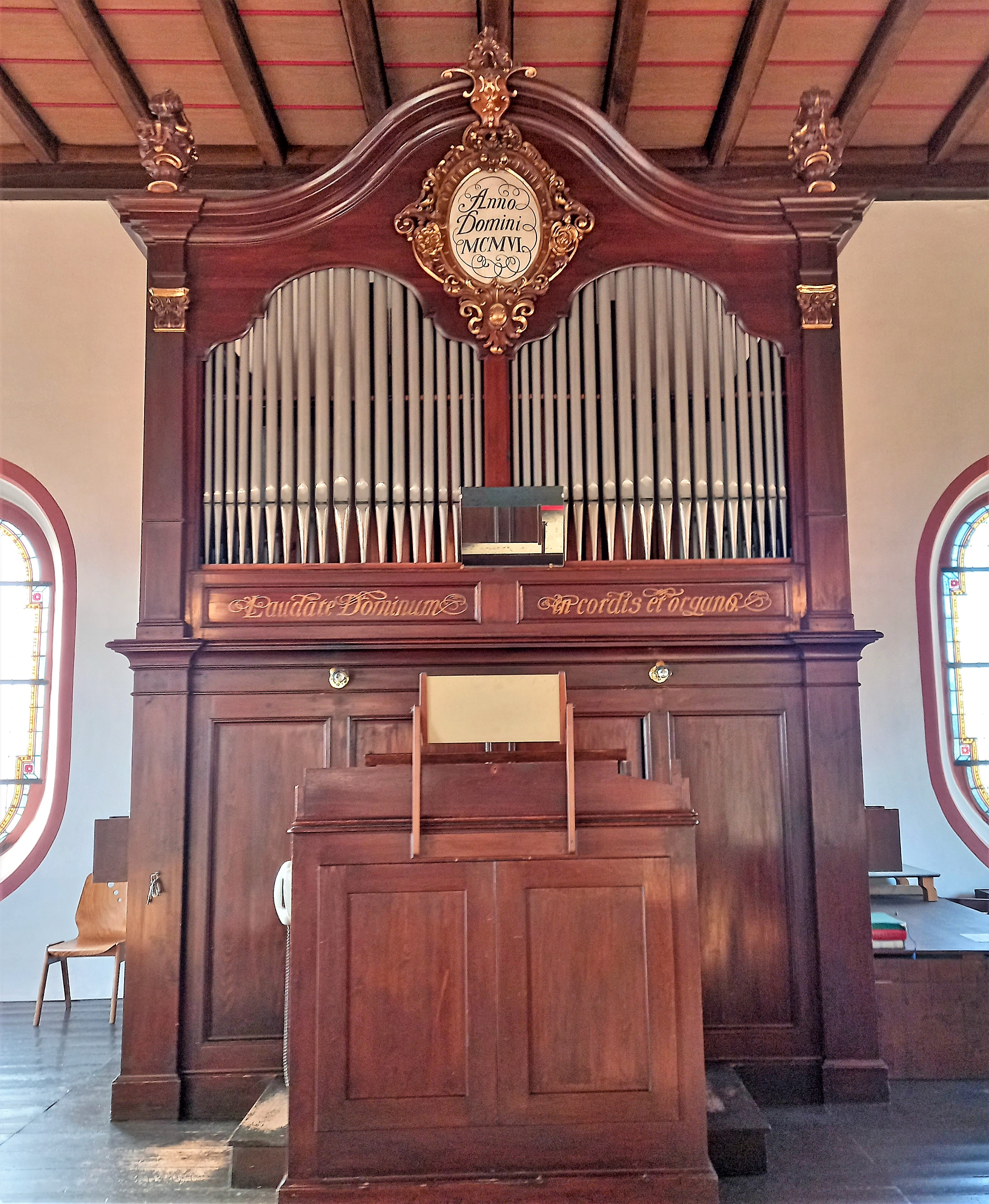
Orgelgehäuse mit Spieltisch

Das Kegelladeninstrument hat nun 18 Register bei mechanischer Spiel- und Registertraktur.
| I Manual C–f3 |                   |       |     |
| 01.           | Bourdon           | 16′   |     |
| 02.           | Principal         | 8′    |     |
| 03.           | Hohlflöte         | 8′    |     |
| 04.           | Gamba             | 8′    |     |
| 05.           | Octave            | 4′    |     |
| 06.           | Rohrflöte         | 4′    |     |
| 07.           | Mixtur-Cornett IV | 2 ⁄3′ |     |
| 08.           | Trompete          | 8′    | (W) |

| II Manual C–f3 |                 |       |     |
| 9.             | Geigenprinzipal | 8′    |     |
| 10.            | Liebl. Gedeckt  | 8′    |     |
| 11.            | Salicional      | 8′    |     |
| 12.            | Vox Coelestis   | 8′    | (W) |
| 13.            | Flöte dolce     | 4′    |     |
| 14.            | Flageolet       | 2′    | (H) |
| 15.            | Mixtur III      | 1 ⁄3′ | (H) |

| Pedalwerk C–f1 |         |     |
| 16.            | Violon  | 16′ |
| 17.            | Subbass | 16′ |
| 18.            | Cello   | 08′ |

- Koppeln: II/I, I/P, II/P
- Spielhilfen: Feste Kombinationen P, F und T als Tritte

H = Anpassungen von Orgelbau Hoffmann (1978/1979)
W = Anpassungen von Orgelbau Weiß (1999)

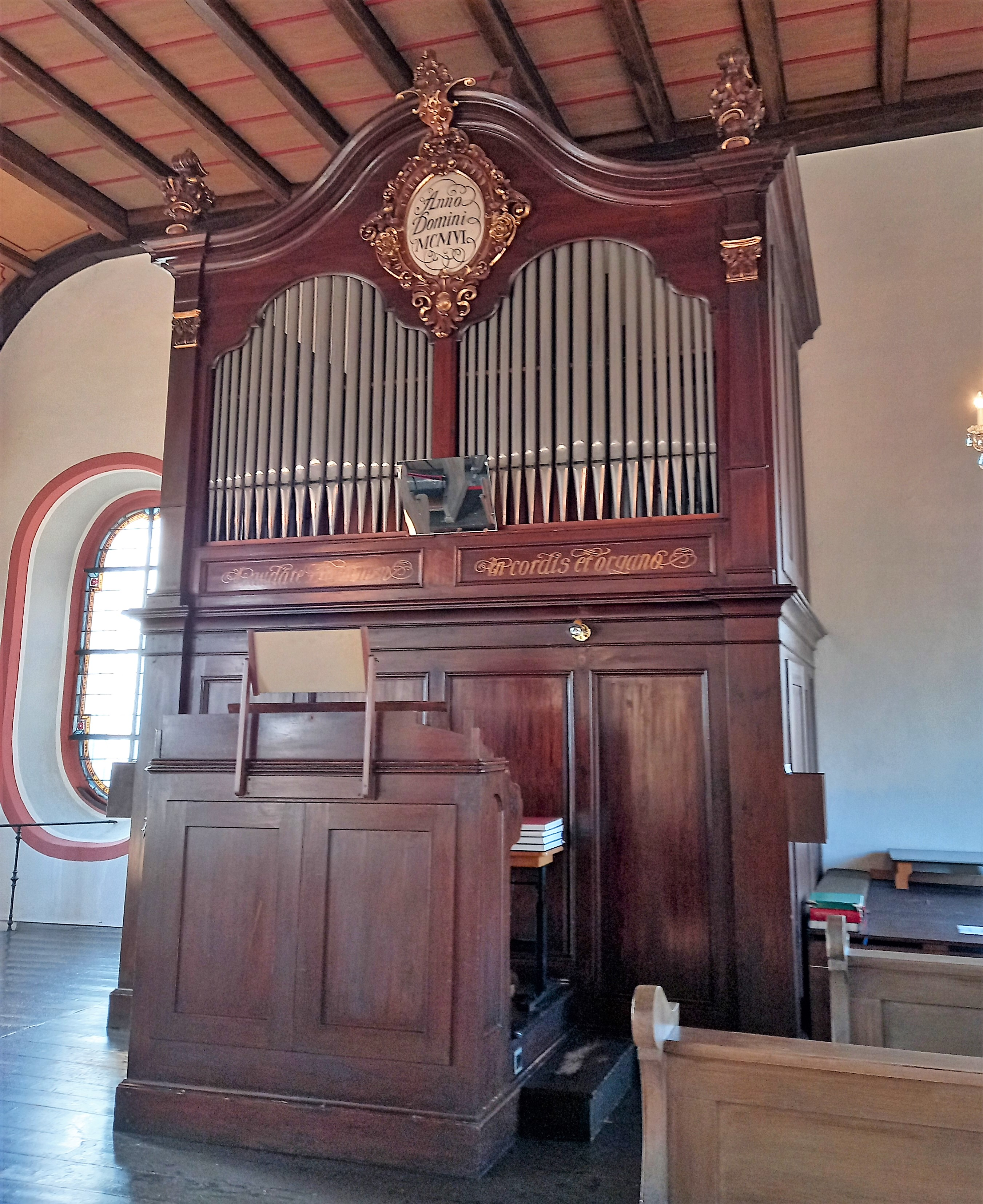
Orgelprospekt
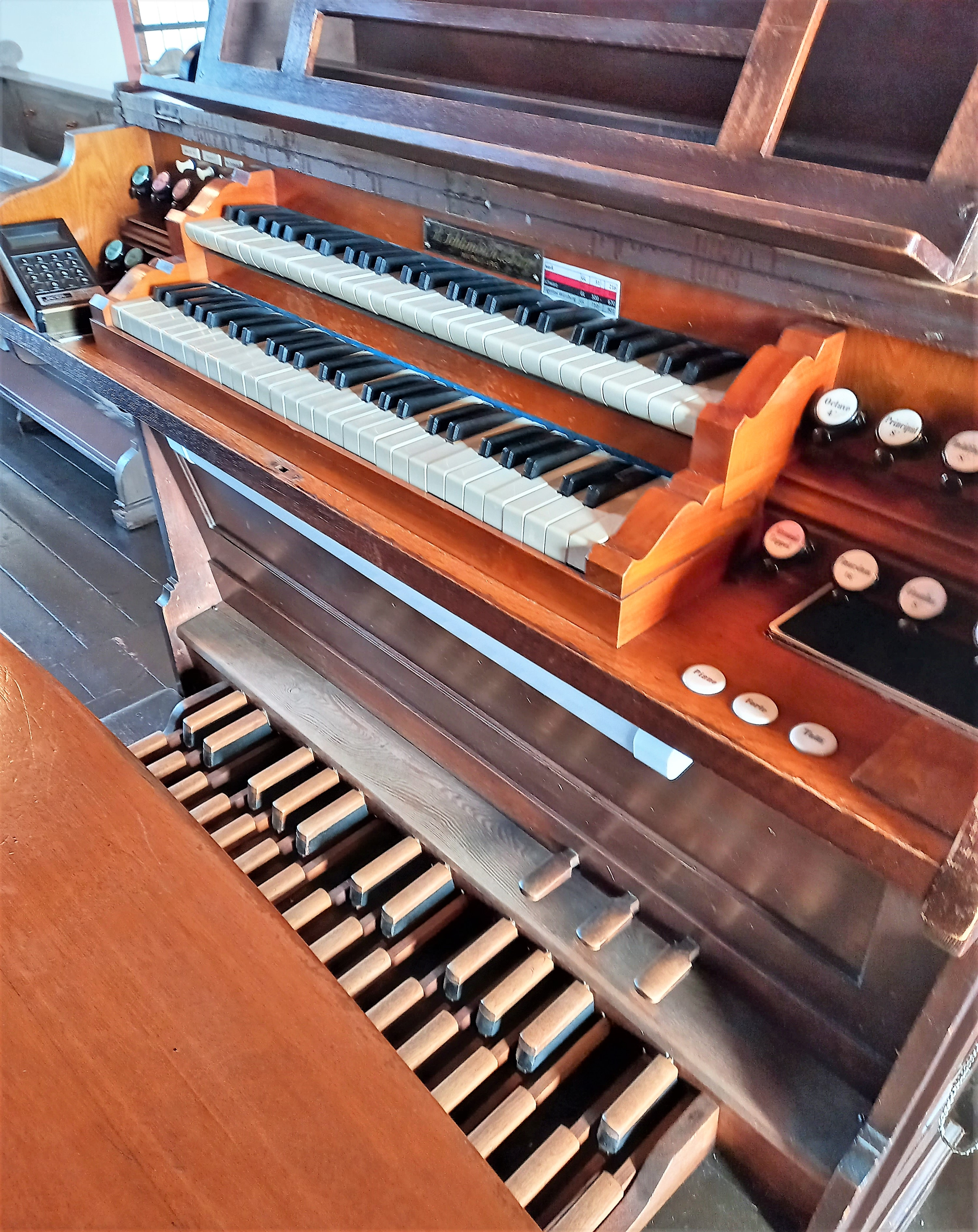
Spieltisch
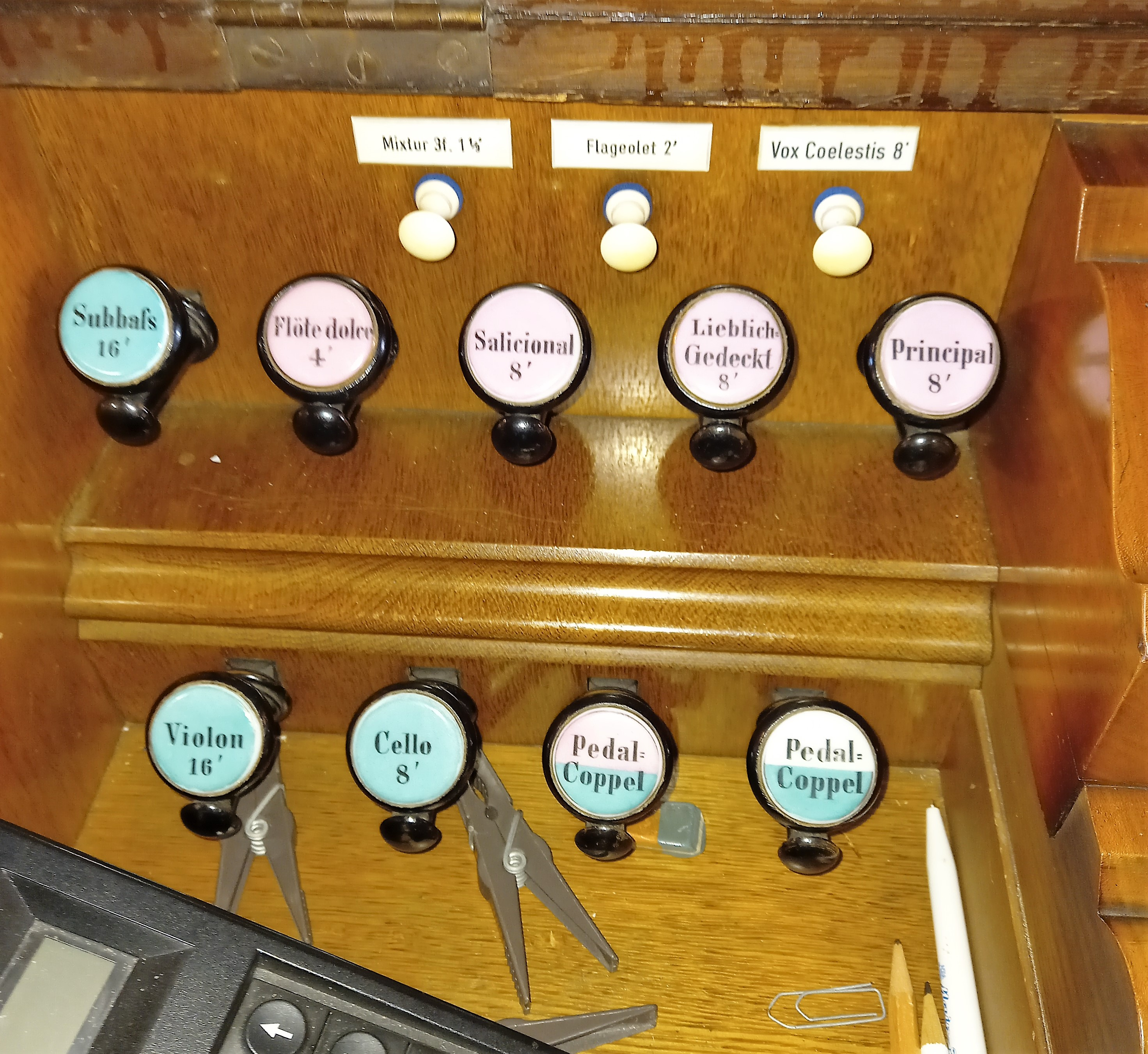
Registerzüge
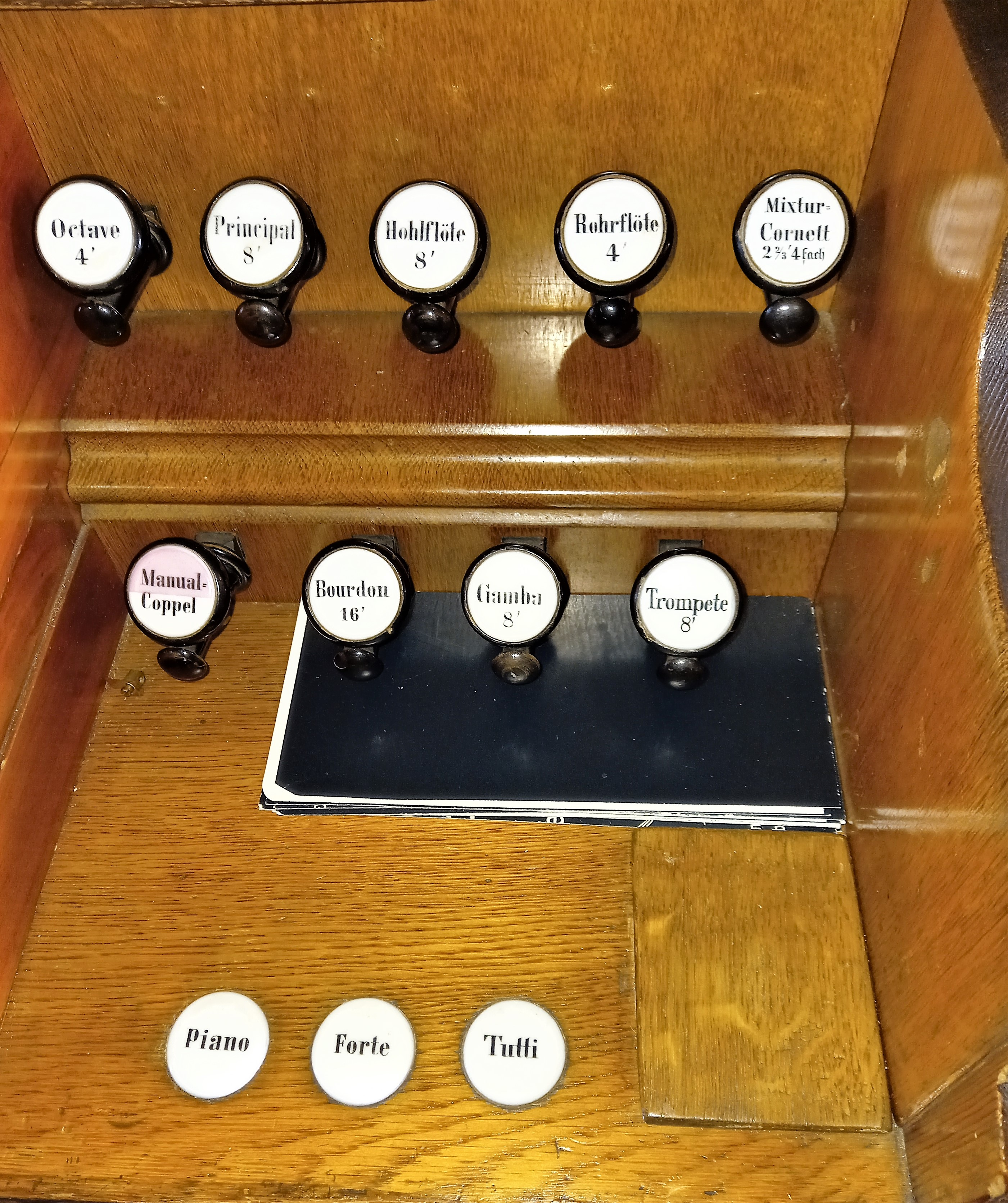
Registerzüge